# 葛兰西主义

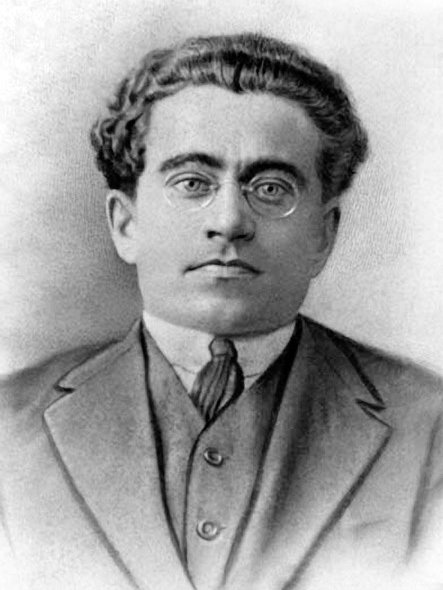
1922年的安东尼奥·葛兰西

葛兰西主义（義大利語：Gramscianesimo）是一种基于意大利政治家安东尼奥·葛兰西的思想的政治意识形态。葛兰西是意大利共产党的领导人和创始人之一。葛兰西主义不仅在意大利传播开来，随着时间推移，它也在欧洲其他地区、拉丁美洲、英语国家以及远东国家传播，这主要得益于葛兰西著作的翻译。
葛兰西的政治理论旨在理解当时意大利的真实状况，并坚信可以将其转变为社会主义社会。葛兰西认为法西斯主义是资本的独裁，是资产阶级社会危机的顶点，因为在失去“文化霸权”之后，统治阶级唯一能依赖的只剩下压制性的政权。根据葛兰西主义的观点，赢得一个国家的政治多数意味着代表这个多数的社会力量主导了该国的政治并压制反对这一政治方向的社会力量：这意味着获得了“霸权”。
葛兰西主义曾是意大利共产党的主要理论基础。在当代意大利的政党中，重建共产党、意大利共产党 (2016年)和共产党都以葛兰西主义为指导。乌戈·查韦斯领导的委内瑞拉统一社会主义党的政策一定程度上受到葛兰西主义的启发，这是查韦斯自己承认的。